# 東京國際論壇

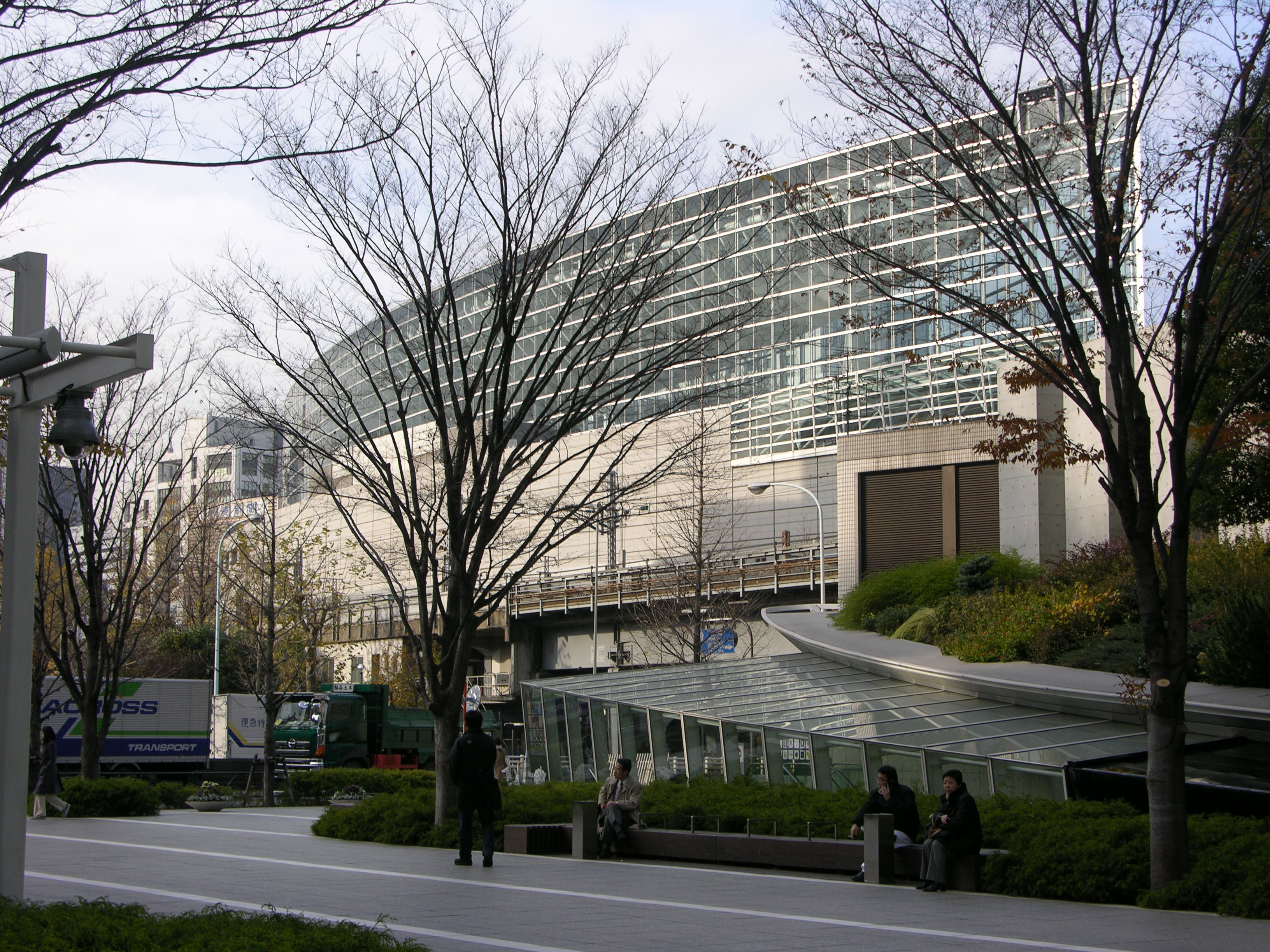
東京國際論壇

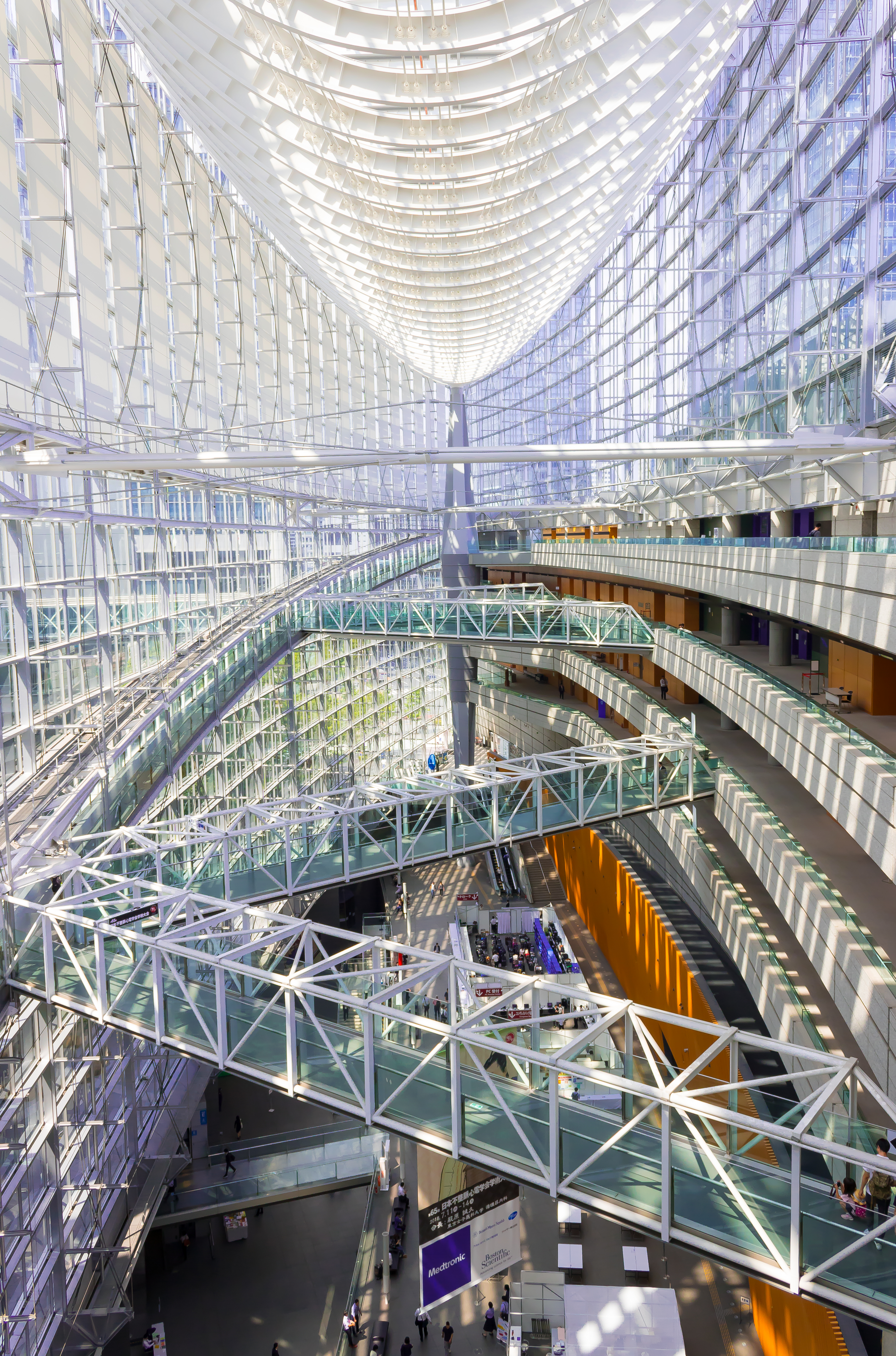
玻璃大堂

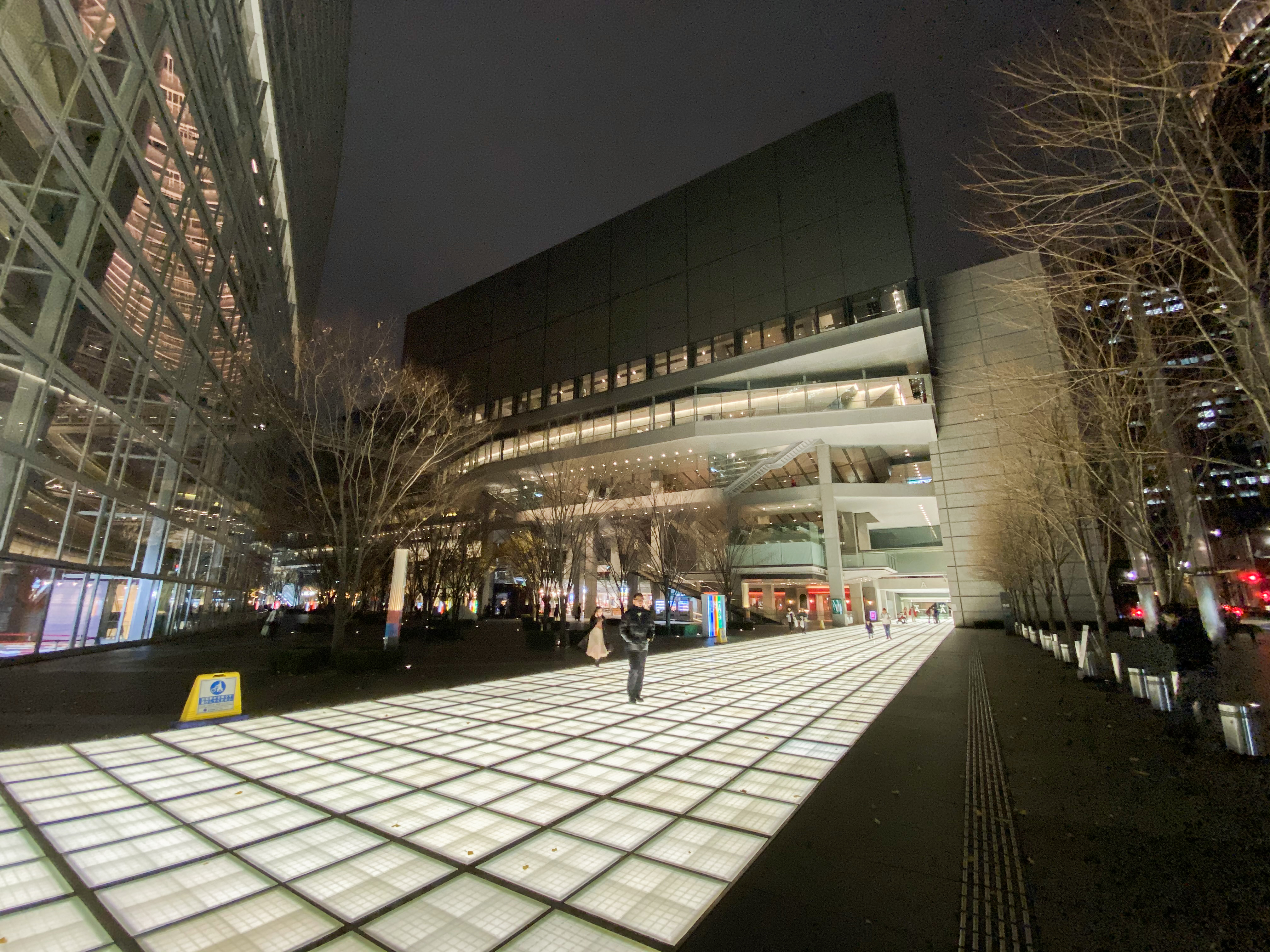
A廳為室內音樂廳

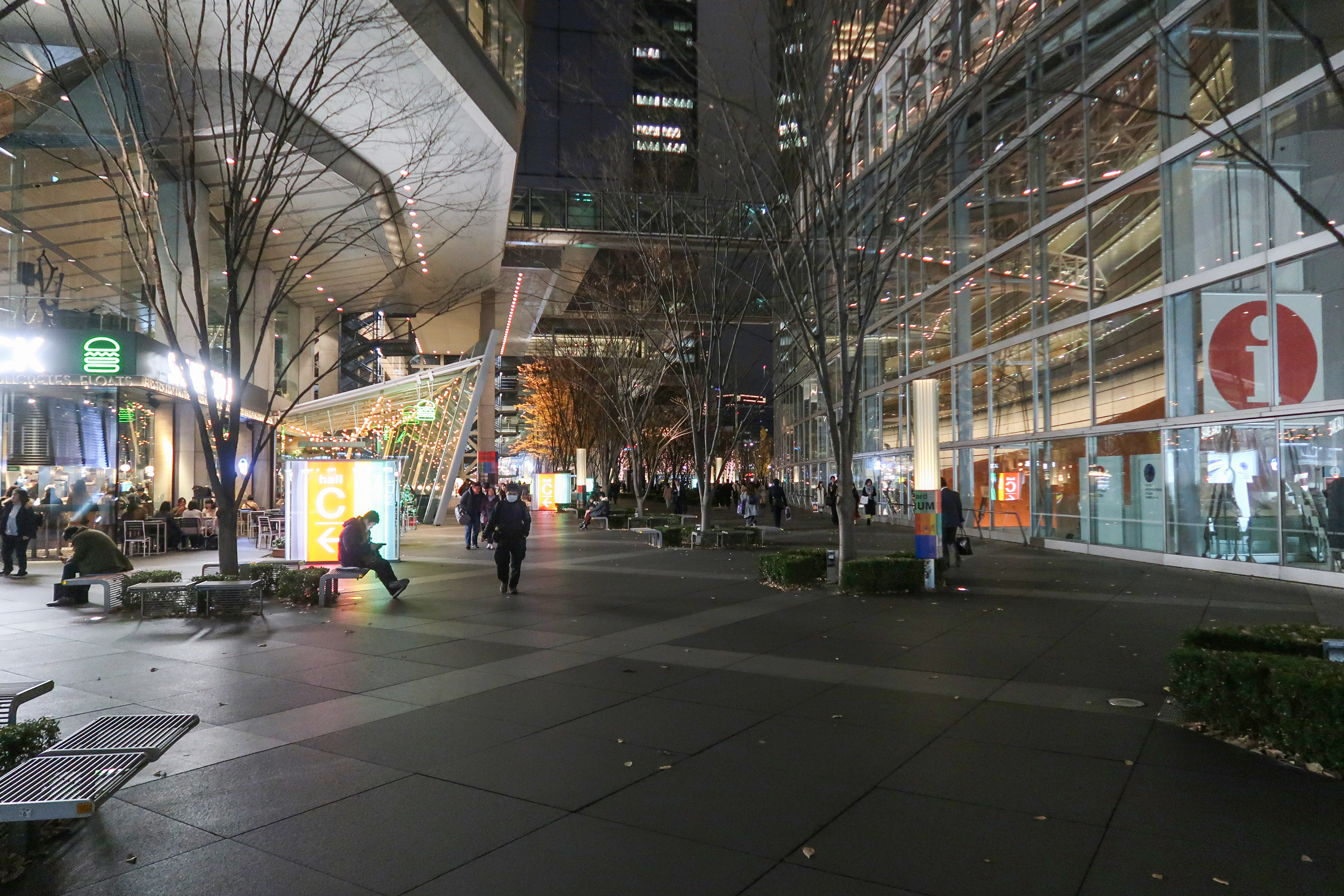
廣場空間

東京國際論壇（日语：／ Tōkyō Kokusai Fōramu）是位於日本東京都千代田區丸之內三丁目的會議展覽中心，由株式會社東京國際論壇營運（啟用時為財團法人東京國際交流財團），是公共綜合文化設施，也是東京的主要國際會議場所之一。
東京國際論壇所在地原為舊東京都廳舍，在都廳搬遷至新宿副都心後改建，於1997年1月10日啟用，鄰近有樂町站、京葉線東京站等鐵路車站。整個設施分為7個會堂、展覽廳、33個會議室、商店、餐廳、相田光男美術館、太田道灌雕像等，供各種節目及展覽等活動舉行。
2020年夏季奧林匹克運動會舉重比賽也於此舉行。此外，2021年時因位於東京都澀谷區的NHK音樂廳進行耐震化工程，第72回NHK紅白歌合戰移師至此舉辦。

## 建築
以國際建築師協會（UIA）之基準為基礎舉行國際公開比賽，是日本首次採用此種方式進行競圖。
勝出設計者為建築師拉斐爾·維諾利。玻璃建成的大堂（玻璃棟）以船為題材，巨大壯觀的外觀成為建築物的象徵，與已搬遷的新都廳同樣被批評為「泡沫經濟之遺產」、「税金的浪費」。

### 概要
- 設計者：拉斐爾·維諾利（Rafael Viñoly）
- 構造設計：渡邊邦夫（日语：渡辺邦夫）
- 設備設計：森村設計（日语：森村設計）
- 所在地：東京都千代田區丸之内3-5-1
- 開館日：1997年1月10日
- 層數：地上11層、地下3層
- 建築面積：21,000m2
- 建物延床面積：145,000m2
- 總工費：1,647億日圓（用地費除外）

### 各設施
A廳
為室內音樂廳，客席數為2層構造5,012席。8種語言同聲傳譯系統、AV網路、音響設備、舞台結構等設備完善。
B7廳
位於B地段最上部7・8層，面積1,400m2平土間形式綠地。亦可將可動式間壁分割使用。擁有設備完善的8種語言同聲傳譯系統等。
C廳
音樂會專用廳，客席數為3層構造1,502席。Concert Hall Shaver及混響可變裝置等，最新音響設備完善。
D7廳
採用抽屜式座椅等之多用途大廳。

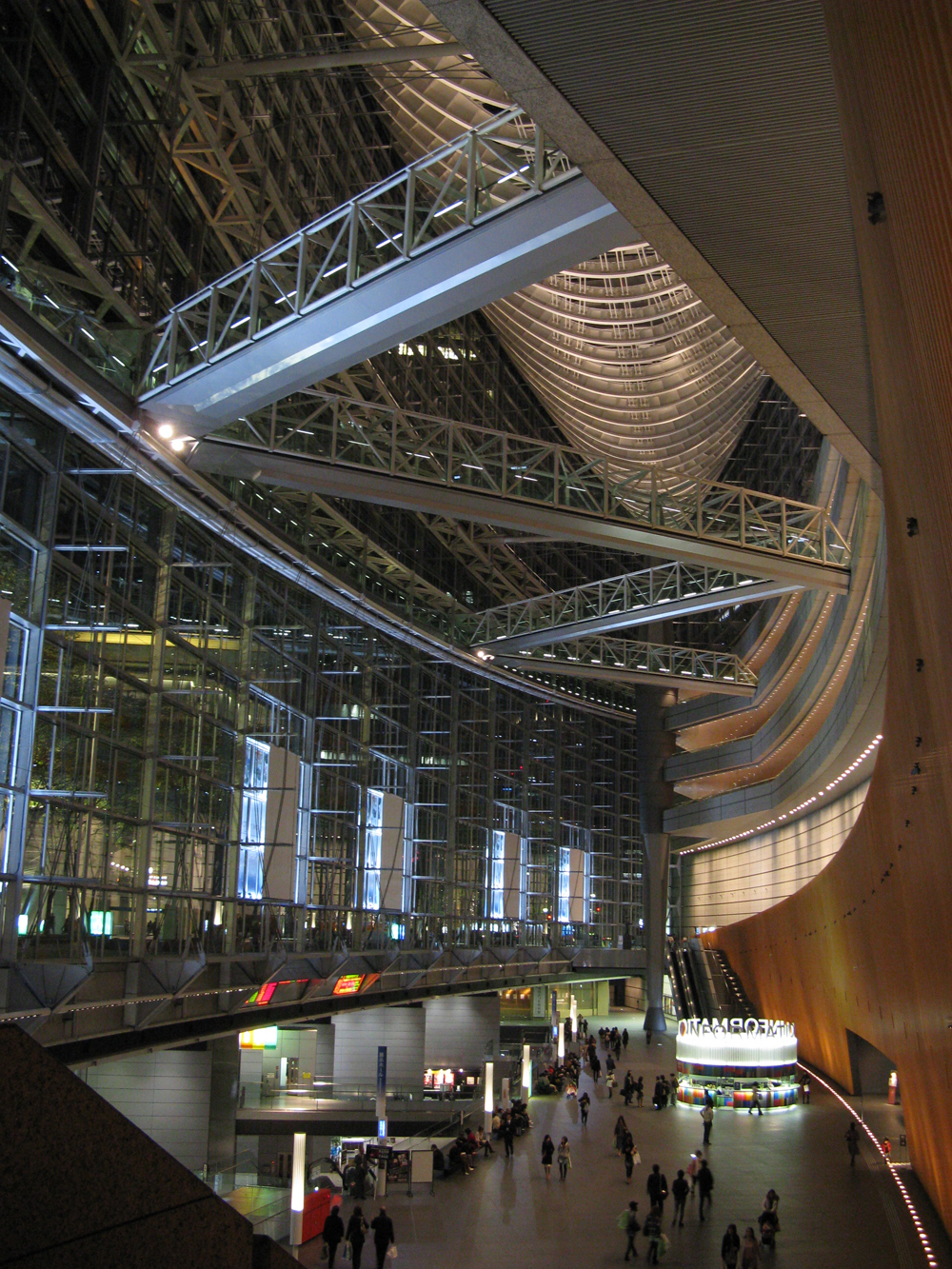
夜晚的玻璃棟
玻璃大堂，可見東京都廳舍時代設置於此的太田道灌雕像
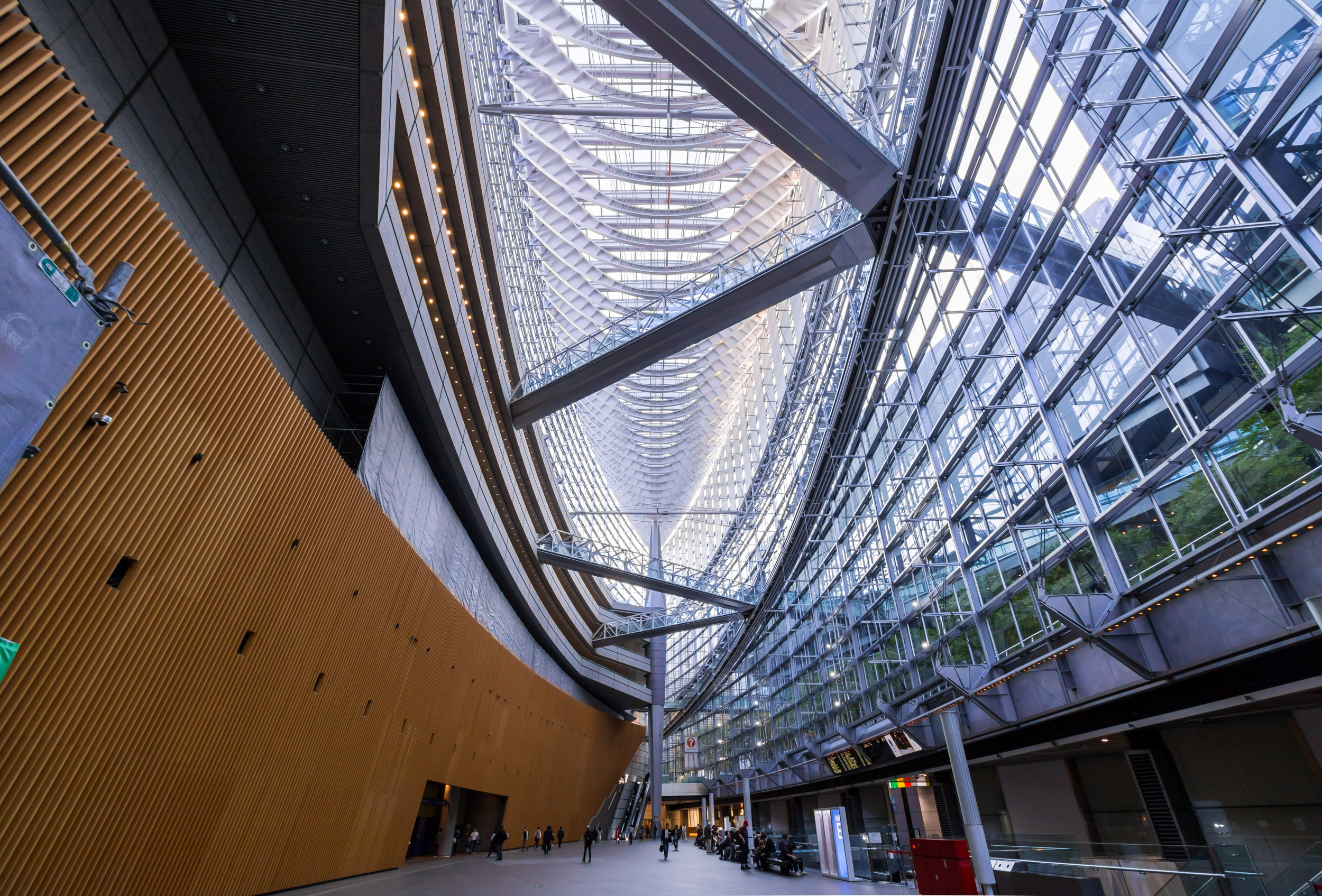
陽光照射下的國際論壇內部
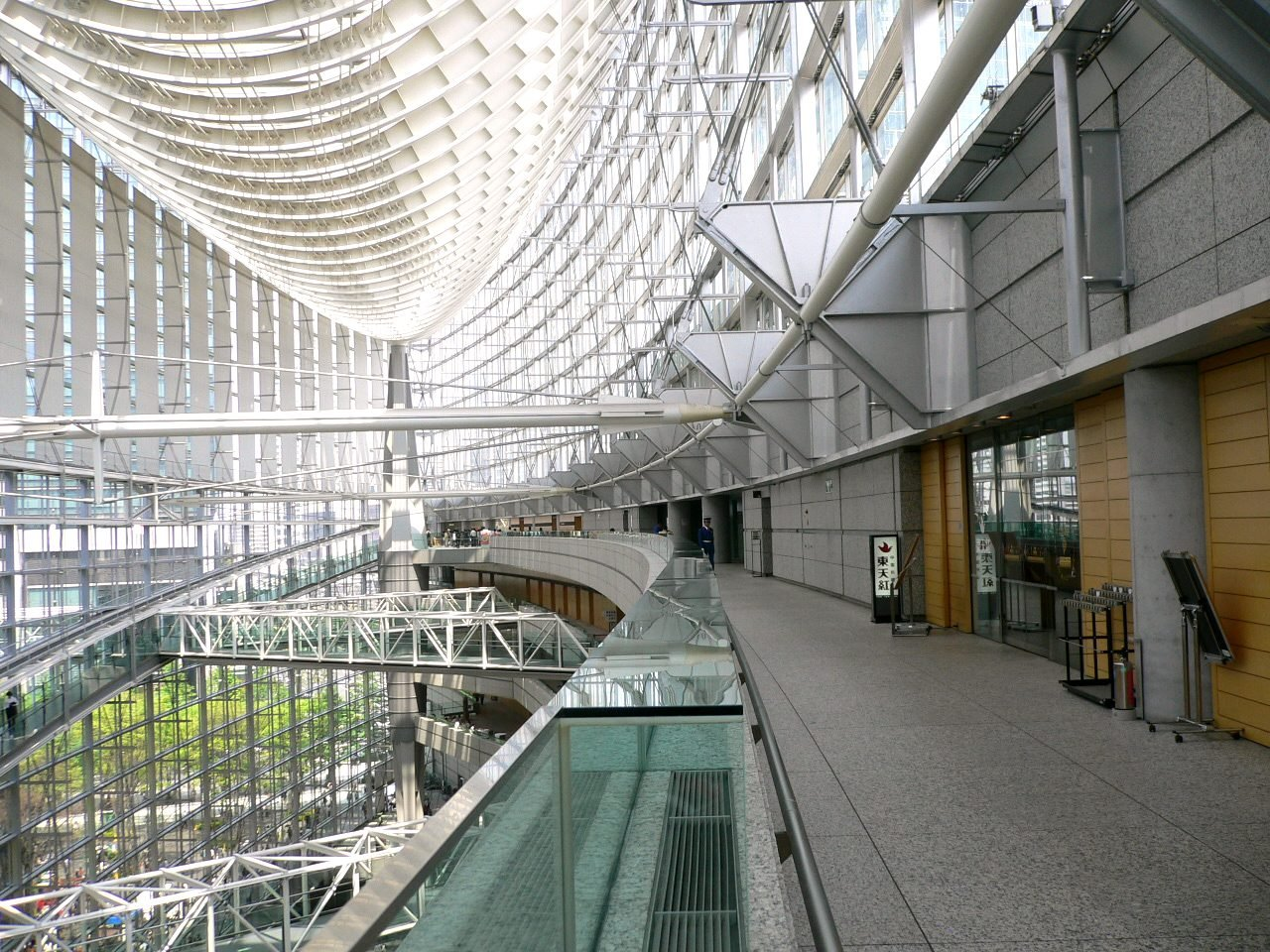
玻璃棟最上層

## 營運
2003年7月，為提高民間企業的資金、人材、知識等的積極利用，及為提高收益及經營效率，由財團法人東京國際交流財團轉移至以第三部門形式成立的公司「株式會社東京國際論壇」。
股東
- 東京都
- 東日本旅客鐵道株式會社
- 三菱地所株式會社
- 三得利控股株式會社
- 株式會社電通
- 東京電力株式會社
- 東日本電信電話（日语：東日本電信電話）株式會社
- 東京瓦斯株式會社

## 其他
為攝影東京站的景色，日本電視台、TBS、朝日電視台、東京電視台皆在此設有情報攝影機。

## 外部連結
- 東京國際論壇 （页面存档备份，存于） （日語）（英文）